# Unión Deportiva Collerense
La Unión Deportiva Collerense es un club de fútbol del barrio de Coll de Rabasa en Palma de Mallorca (Baleares) España. Fue fundado en 1983 y actualmente milita en Tercera División  (amateur). Además posee un equipo femenino que compitió en la Superliga Española, máximo nivel del fútbol femenino en España, descendido el año pasado a Segunda División femenina. Un femenino autonómico y un femenino regional.

## Historia
En 1967 se fundó un club denominado Unión Deportiva Collerense. Este se convirtió en filial del R. C. D. Mallorca en la temporada 1981/82, cambiándose su denominación dos campañas después, en la 1983/94, al de Mallorca Atlético, nombre que mantuvo hasta la finalización de la temporada 1992/93 cuando comenzó a llamarse Real Club Deportivo Mallorca B.
Coincidiendo con el primer cambio de denominación de este club, en 1983 se fundó la nueva y actual Unión Deportiva Collerense.

## Uniforme
- Uniforme titular: Camiseta roja, pantalón azul, medias rojas.
- Uniforme alternativo: Camiseta azul, pantalón azules, medias azules.

## Estadio
La U.D. Collerense juega sus partidos en el estadio Municipal Coll d’en Rebassa, conocido como Ca Ns Paulina, con capacidad para 1000 personas.

## Datos del club
- Temporadas en Primera División: 0.
- Temporadas en Segunda División: 0.
- Temporadas en Segunda División B: 0.
- Temporadas en Tercera División: 8.
- Mayor goleada conseguida: Collerense 6-0 Formentera (temporada 1979-80).
- Mayor goleada encajada: Santa Eulalia 8-0 Collerense (temporada 2004-05).
- Mejor puesto en la liga: 11º (Tercera División temporada 2003-04).
- Peor puesto en la liga: 18º (Tercera División temporada 2006-07).